# Bosbesuil
De bosbesuil (Conistra vaccinii) is een nachtvlinder uit de familie van de uilen (Noctuidae). De voorvleugellengte bedraagt tussen de 14 en 15 millimeter. Het uiterlijk van de imago is zeer variabel, de soort is vooral door de vleugelvorm van andere gelijktijdig vliegende bruine uilen te onderscheiden. De soort komt verspreid over Europa, Noord-Afrika en westelijk Azië voor. Hij overwintert als imago.

## Waardplanten
De bosbesuil heeft als waardplanten allerlei loofbomen en struiken en in latere stadia ook kruidachtige planten.

## Voorkomen in Nederland en België
De bosbesuil is in Nederland een vrij algemene en in België een zeer algemene soort, die verspreid over het hele gebied kan worden gezien. De vlinder kent één generatie die vliegt van begin september tot en met mei.